# Loving Vincent
Loving Vincent és una pel·lícula biogràfica d'animació experimental del 2017 que tracta sobre la vida del pintor neerlandès Vincent van Gogh, focalitzada particularment en les circumstàncies de la seva mort en 1890. És la primera pel·lícula animada confeccionada completament a partir de la utilització de pintures. S'ha doblat i subtitulat al català.
És una producció essencialment polonesa, amb aportacions del Regne Unit. Va ser escrita i dirigida per Dorota Kobiela i Hugh Welchman. El seu desenvolupament va ser finançat per l'Institut Polonès de Pel·lícules (Polski Instytut Sztuki Filmowej), i parcialment mitjançant una campanya de Kickstarter.
Cadascun dels 65.000 fotogrames és una pintura a l'oli realitzada a mà usant el mateix estil de Van Gogh, confeccionats per 115 pintors diferents. La pel·lícula es va estrenar al Festival Internacional de Cinema d'Animació d'Annecy de 2017.
Va rebre el premi a Millor Pel·lícula Animada en la 30dt. edició dels Premis del Cinema Europeu a Berlín.

## Argument
Un any després de la mort de Vincent van Gogh (1890), el carter Roulin li demana al seu fill Armand que lliuri personalment l'última carta que Van Gogh va escriure al seu germà, Theo, després que els seus intents previs d'enviar-la haguessin fallat. Malgrat no sentir cap empatia cap a l'artista mort, i després de recordar l'incident quan Van Gogh es va mutilar l'orella i la hi va donar a una prostituta, Armand accepta a contracor a causa de l'afecte del seu pare cap al pintor.
El carter Roulin reconeix la malaltia mental de Van Gogh i culpa als altres ciutadans per condemnar-ho a l'ostracisme i expulsar-lo de la ciutat. També expressa un cert desconcert sobre la causa de la mort de Van Gogh ja que, sis setmanes abans de morir, Van Gogh li va enviar al carter una carta en la qual descrivia el seu estat d'ànim com a calmat i normal.
Armand visita a Père Tanguy, qui li informa que Theo, que sofria de sífilis, va empitjorar i va morir poc després a la mort del seu germà. Recorda la seva època a París amb Van Gogh, així com la tensa vida familiar del pintor i la seva eventual elecció per l'art com a vocació després de fracassar en diferents carreres.
Mentre descriu el funeral de Van Gogh, esmenta que el Dr. Gachet, qui va acollir a Van Gogh després que sortís del sanatori i amb qui compartia un amor profund per l'art, havia tractat a Van Gogh com si fos part de la seva família i havia estat visiblement angoixat en el funeral. Tanguy li recomana a Armand que aconsegueixi l'adreça de la vídua de Theo, la cuñada de Vincent.
Després de viatjar a Auvers-sud-Oise, Armand coneix que el Dr. Gachet està fora de la ciutat per motius de negocis a través de la informació que li proporciona la seva majordoma, Louise, qui mostra un menyspreu cap a la figure de Van Gogh. Mentre espera que el doctor torni, Armand decideix quedar-se en la mateixa posada en la qual va estar Van Gogh durant el temps que va passar per aquesta zona. Aquí coneix a la propietaria del local, Adeline Ravoux, coneguda de Van Gogh i qui va estar present el dia del seu aparent intent de suïcidi i eventual mort.
Ella descriu a l'artista com un home callat i excèntric, interessat només en les seves pintures i en els infants. Igual que el pare d'Armand, admet estar sorpresa pel seu suïcidi, ja que semblava estar amb un bon ànim i havia encarregat més pintures per continuar desenvolupant el seu art. Davant el seu suggeriment, Armand visita al barquer local, qui li informa que Van Gogh va mantenir una relació propera amb la filla adoptiva del Dr. Gachet, Margarita.
Armand es reuneix amb Margarita, qui afirma no haver tingut una relació íntima amb Van Gogh. Aquesta fa fora al jove després que el noi suggereixi que l'estat d'ànim suïcida de Van Gogh va ocórrer després que el pare fr Margarita discutís amb el pintor i li prohibís a Van Gogh que veiés a la seva filla.
Armand continua investigant la mort de Van Gogh i es qüestiona per què el pintor va decidir tornar a la posada després d'haver-se disparat a l'estómac, en lloc de disparar-se al cap i realment acabar amb la seva vida.
A partir d'indagar per saber la veritat, Armand descobreix que el tret que va ferir de mort a Van Gogh va provenir d'una ubicació diferent a la que s'havia denunciat a la polícia, i que a més havia estat en companyia dels nois de la localitat, un dels quals, René Secretan, tenia una arma i sovint la passejava borratxo per la ciutat.
Armand visita novament al barquer, qui li informa que René sentia un menyspreu cap a l'artista, gaudia tormentant i humiliant a Van Gogh. Després de visitar Mazery, qui va examinar el cadàver de Van Gogh, Armand s'adona que el tret que va matar el pintor provenia d'una distància i un angle que feien impossible que es tractés d'un suïcidi.
Armand es reuneix amb Margarita de nou, on aquesta vegada la noia admet la seva relació propera amb Van Gogh però sense cap aspect romàntic, i li explica al jove que la discussió entre el pintor i el seu pare no era sobre ella.
Armand li explica a Margarita la seva teoria que René accidentalment va disparar estant borratxo a Van Gogh, qui es va negar a revelar la veritat en els seus últims moments de vida per protegir al noi.
Margarita li resta importància al que pagues succeït: Van Gogh estava mort i la seva vida importava més que les circumstàncies de la seva mort.
El doctor Gachet finalment torna al poble i promet a Armand que enviarà la carta a la vídua de Theo. El doctor rebutja la teoria d'Armand sobre la mort de Van Gogh, dient-li que l'estat d'ànim dels pacients amb depressió pot variar ràpidament, va poder haver passat fàcilment de tranquil a suïcida en sis setmanes.
El sentiment de culpa que Gachet admet, i que justifica la seva discussió, es deu al fet que tenia enveja del talent de Van Gogh i del seu compromís amb l'art. La discussió havia ocorregut després que Van Gogh hagués acusat a Gachet de covard per no seguir la seva autèntica passió, l'art. Gachet, en un moment de ràbia, va acusar Van Gogh de fer que la salut del seu germà Theo empitjorés a causa dels seus problemes financers, causats per haver de tractar la malaltia mental del seu germà i pel suport a la seva fallida carrera artística. Gachet suggereix que l'acusació va conduir a Van Gogh al suïcidi per alliberar a Theo de la seva càrrega.
Després d'aquesta confessió i haver complert l'objectiu del seu viatge, lliurar la carta, Armand torna a casa.
Posteriorment, en l'escena final, el carter Roulin rep a la vídua de Theo, Johanna, a casa seva. La dona li agraeix a Armand haver lliurat la carta i li entrega una segona carta escrita pel mateix Van Gogh per a ella signada "El teu volgut Vincent.".
Els crèdits finals de la pel·lícula informen de la vida dels differents personatges del film: l'Armand va dedicar la seva vida a una carrera a l'exèrcit; l'Adeline es va casar amb un hostaler local; la Margarita mai es va casar, i va viure a la casa del seu pare, on va conservar la pintura que li va fer Van Gogh durant més de 40 anys; René Secretan va admetre en els seus últimos instants de vida haver turmentat a Van Gogh, però va afirmar que l'artista havia robat la seva arma per dur a terme el seu suïcidi.
Una nota al final indica que Van Gogh va pintar més de 800 pintures en només 8 anys, de les quals només una va ser venuda mentre ell vivia, encara que va ser reconegut pels crítics d'art com el pare de la pintura moderna poc després de la seva mort.

## Repartiment
Els diferents actors i actrius que van participar en el rodaje són els següents:
| Actors/Actrius    | Personatge         |
| ----------------- | ------------------ |
| Robert Gulaczyk   | Vincent van Gogh   |
| Douglas Booth     | Armand Roulin      |
| Jerome Flynn      | Dr. Gachet         |
| Saoirse Ronan     | Marguerite Gachet  |
| Helen McCrory     | Louise Chevalier   |
| Chris O'Dowd      | Roulin (carter)    |
| John Sessions     | Père Tanguy        |
| Eleanor Tomlinson | Adeline Ravoux     |
| Aidan Turner      | Boatman            |
| Holly Earl        | La Mousmé          |
| James Greene      | Old Man            |
| Bill Thomas       | Dr. Mazery         |
| Martin Herdman    | Gendarme Rigaumon  |
| Josh Burdett      | Zouave             |
| Robin Hodges      | Lieutenant Milliet |
| Joe Stuckey       | Idiot boy          |

## Producció
Els creadors del film van substituir els animados tradicionals, per pintors entrenats clàssicament dins l'estètica de l'art de Van Gogh.
Welchman va declarar que volia evitar animadors que tinguessin «estils personalitzats» i en el seu lloc va optar per persones que «eren pintors d'oli purs». En total, va haver-hi 125 pintors responsables de l'animació. Aquest treball va resultar ser més difícil que en la idea original a causa de les dificultats per obtenir el finançament, resultant en un horari més reduït dins el qual havia de treballar l'equip.
Van presentar-se, en total, al voltant de 5.000 aspirants, molts dels quals es van interessar després de veure via online un «teaser de reclutament» per al projecte.
El guió del projecte es va basar en les obres que Van Gogh havia pintat, les quals van anar després modificades per a la pantalla gran. Aquestes van ser modificadles des de simples alteracions fins a reconstruccions completes, incorporant diferents efectes de clima o moment del dia segons la situació del film. En total 65.000 pintures van ser confeccionades. No obstant això en acabar-les es retirava la pintura amb espàtules i es començava la següent pintura, fet que va provocar que només 1.000 de les obres que van ser realitzades sobreviquessin. D'aquestes, 800 van ser venudes i les restants utilitzades en estrenes i funcions especials.

## Tècnica
Loving Vincent és la única pel·lícula d'animació realitzada exclusivament per pintures a l'oli, idea original i complexa en honor de l'estètica expressionista del pintor. La directora del film, Dorota Kobiela, llicenciada en Belles Arts, va ser la propulsora d'aquest projecte on es combinen el cinema i la pintura; com ella mateixa va esmentar, "és una entrevista amb els seus quadres. [de Vincent van Gogh]".
De les 65.450 pintures confeccionades per fer el film, Welchman explica que "volien utilitzar el mateix procés que Vincent; Vincent feia pintures a l'oli sobre tela, però sempre treballava a partir d'una persona real que tenia al davant". Seguint aquesta idea, van començar el rodatge del film amb els actors davant una pantalla verda a 12 fotogrames per segon, on més de 100 artistes editaven la imatge com si es tractés d'una pel·lícula en viu, aquests editors tranposaven la pel·lícula en art en moviment mitjançant animacions de pintura sobre vidre. La tècnica es basa en aquest procés, requereix que els treballadors pinten sobre cada fotògrafa de la pel·lícula sobre vidre. Aquesta costosa i sorprenent tècnica va ser practicada per primera velada per Caroline Leaf a la dècada dels 70, essent un recurs recurrent en els curts del cineasta rus Aleksandr Petrov.
El material gravat en directe (format convencional del cinema modern) es va combinar amb l'animació per ordinador per crear els elements com ocells, cavalls, núvols i les fulles que bufen. A partir de compondre apuestes dues reproduccions juntament amb les pintures realitzades es va poder crear el material de referència per l'animació pintada a l'oli que mostra el film.
Aquest projecte va iniciar-se el 2008, necessitant un treball previ i molts temps d'experimentació que no va utilitzar-se en la realització final de la pel·lícula. El 2012 Dorota Kobiela va dirigir el tràiler del film, produint així el primer metratge que s'utilitzaria per la producció. En aquesta etapa de la producció, l'equip estava treballant en un prototípica per a PAWS (Painting Animation Work Station), una estació de treball dissenyada per fer el procés d’animació de pintura el més eficient possible. El 2013 ja es van rodar les primeres imatges d'acció en viu a Polònia, i es van poder utilitzar com a material de referència per a la seguent etapa de creació. El procés va ser llarg, costós i difícil, on es van provar 9 marques de pintura a l'oli de 6 manufactures diferents, i va haver-hi un treball de postproducció i darrera la càmera essencial per a obtenir el resultat final, el primer llargmetratge animat exclusivament de pintura a l'oli.

### Artistes que van confeccionar les pintures[12]
| Marlena Jopyk Misiak      | Jerzy Lisak                | Łukasz Gordon             | Bartosz Armusiewicz    |
| Anna Kluza                | Anna Wydrych               | Dominika Hofman           | Waldemar Wesołowski    |
| Małgorzata Kuźnik         | Sara Campos Froilán        | Karol Nienartowicz        | Kateryna Ocheredko     |
| Maryna Savchenko          | Piotr Dominiak             | Sławomir Warmbier         | Joanna Śmielowska      |
| Yuliia Reshetnyk          | Joanna Maleszyk            | Bartosz Dłużewski         | Wiktor Jackowski       |
| January Misiak            | Eugeniusz Szeń             | Sara Calderon Gonzalez    | Kamila Michałowska     |
| Tetiana Ocheredko         | Yaroslav Svirniak          | Wanda Piskorska           | Christos Marmeris      |
| Elizabeth Hristova - Lisa | Mariusz Maksel             | Martyna Wolna             | Monika Marchewka       |
| Michał Kaszewski          | Władysław Pitala           | Małgorzata Zembko         | Agata Smólska          |
| Marta Pik                 | Ewa Gołda                  | Adam Maciejewski          | Anna Pszonka           |
| Vitaly Muryn              | Biserka Petrovic           | Tiffanie Mang             | Vladimir Vinkic        |
| Charlene Mosley           | Magdalena Pawłowska-Salwa  | Sylwia Sieradzka          | Maja Kobylińska        |
| Kamil Lisek               | Andrii Makedon             | Svitlana Gavryshchuk      | Urszula Kulczyk        |
| Anna Waluś                | Małgorzata Piasecka-Kaleta | Mayra Hernandez Rios      | Jan Szewczyk           |
| Marta Czarnecka           | Andrii Kovtunovych         | Magdalena Piecha          | Dena Peterson          |
| Julia Kasprzak            | Małgorzata Kornecka-Drąg   | Klaudyna Hady             | Jakub Podlodowski      |
| Iga Oliwiak               | Anastasiya Bonishko        | Krzysztof Nowicki         | Maria Shepelenko       |
| Mckenzie Sutton           | Hemali Vadalia             | Sasha Sokolova            | Małgorzata Cebera      |
| Setareh Goodarzi          | Justyna Woźniak            | Dominika Pietrzak         | Sarah Wimperis         |
| Shuchi Muley              | Pamela Bliss               | Dominica Harrison         | Andrew Grimmer         |
| Mark Boston               | Adam Razik                 | Danuta Roman              | Sandra Hickey          |
| Wiesław Bober             | Kat Knutsen                | Catalina Codreanu         | Goce Ilievski          |
| Aleksiej Krilov           | Olga Królak                | Alexandra Bari            | Polina Mavrikaki       |
| Aleksandra Osa            | Carmen Belean              | Nefeli Soulakelli         | Nikos Koniaris         |
| Lilla Agrafioti           | Elli Velliou               | Nadja Jovanovic           | Natalie Gregorarz      |
| Valerie Fulford           | Maria Redko                | Yannis Yighourtakis       | Michael Palapouidis    |
| Yanis Alexakis            | Vasilis Tsokopoulos        | Natasa Efstathiadi        | Antonis Skabavirias    |
| Babis Kretsis             | Trifon Tasiou              | Dimitris Kretsis          | Vasilis Goumas         |
| Olena Horhol              | Sławek Heyderich           | Karolina Belczyk-Behrendt | Adrianna Marta Grzelak |
| Aleksander Baszyński      | Daria Solar                | Yoko Koga                 | Karolina Michałowska   |
| Ryan Chapman              | Tyler Berry                | Tomasz Iwanicki           | Raul Ruiz Mateos       |
| Dorota Kobiela            |                            |                           |                        |

## Recepció

### Recaptació
S'ha contabilizat com, fins al 17 de desembre de 2017, la pel·lícula va recaptar més de $21 milions (en USD) arreu del món, amb guanys totals dins el territori nacional de $5.9 milions. A l'estranger, la pel·lícula ha recaptat, com a xifres notables, $2.3 milions a Corea del Sud i $1.5 milions a Itàlia.

### Crítiques
En el referent lloc web de ressenyes Rotten Tomatoes, la pel·lícula té un índex d'aprovació del 82 %, basat en 115 ressenyes, obtenint així una mitjana de 7/10. «Els enlluernadors assoliments visuals de Loving Vincent fan que aquesta pel·lícula biogràfica de Van Gogh valgui la pena, fins i tot si la seva narrativa està composta de forma menys efectiva».
Metacritic reporta una puntuació de 62/100 basada en 21 crítiques, amb l'indicador de «ressenyes generalment favorables».
"La trama es endeble, algo espesa. El filme lo fía todo a su óleo fotográfico, porque de eso se trata (...) Rotoscopia pictórica, bonita pero poco perdurable. (...).
- Jordi Costa: Dirari El País
"Peculiarísima propuesta (...) Visualmente fascinante (...) brilla sobre todo por una apabullante originalidad formal y una emocionada admiración por la controvertida personalidad del incomprendido postimpresionista (...).
- Alberto Bermejo: Diari El Mundo
"Las cuestiones son interesantes, pero no están lo suficientemente dramatizadas para mantener la duración total de 'Loving Vincent'. La historia va perdiendo fuerza y el espectador se acaba acostumbrando a las imágenes".
- A. O. Scott: The New York Times
"Un primoroso trabajo de animación, insólito en la historia del cine. Siempre impactante desde el punto de vista plástico, quedará en los anales por sus curiosidades técnicas (...).
- M. Torreiro: Fotogramas

## Premis i reconeixements
La pel·lícula va guanyar el premi a la Pel·lícula Internacional més popular en el Festival Internacional de Cinema de Vancouver de 2017. Va ser nominada a Hollywood Music in Media Awards de 2017 dins la categoria Millor Banda Sonora Original en una Pel·lícula Animada. Va guanyar el Premi de l'Audiència en el Festival Internacional de Cinema d'Animació d'Annecy de 2017 i el Golden Goblet a la Millor Pel·lícula Animada en el Shanghái International Film Festival. També va guanyar el Festival de Cinema Inèdit de Mèrida (FCIM) després d'obtenir la puntuació més alta entre les pel·lícules projectades, i també la més alta en la història del festival. El 9 de desembre de 2017, la pel·lícula va guanyar el premi de Millor Pel·lícula Animada en la 30à. edició dels Premis del Cinema Europeu a Berlín. També ha estat nominada en els Globus d'Or i als Premis Óscar dins la categoria de Millor Pel·lícula (animada).
| Any  | Premi                             | Nominació                                       | Categoria                    | Resultat  | Ref.   |
| ---- | --------------------------------- | ----------------------------------------------- | ---------------------------- | --------- | ------ |
| 2017 | Premis del Cinema Europeu         | Loving Vincent                                  | Millor Pel·lícula d'Animació | Guanyador | [ 20 ] |
| 2017 | Hollywood Music in Mitjana Awards | Clint Mansell                                   | Millor Banda Sonora          | Nominat   | [ 21 ] |
| 2017 | Florida Film Critics Circle       | Loving Vincent                                  | Millor Pel·lícula Animada    | Nominat   | [ 22 ] |
| 2018 | Premis Globo d'Or                 | Dorota Kobiela i Hugh Welchman                  | Millor Pel·lícula Animada    | Nominat   | [ 23 ] |
| 2018 | Premis Óscar                      | Dorota Kobiela, Hugh Welchman i Ivan Mactaggart | Millor Pel·lícula d'Animació | Nominat   | [ 24 ] |